# Cissites maculatus
Cissites maculatus là một loài bọ cánh cứng trong họ Meloidae. Loài này được Swederus miêu tả khoa học năm 1787.